# Datalogi-økonomi
Datalogi-økonomi er en bacheloruddannelse, der udbydes af Datalogisk Institut på Københavns Universitet med deltagelse af undervisere fra Økonomisk Institut. Uddannelsen startede i 2019. Baggrunden var bl.a. et ønske fra erhvervslivet om at få flere kandidater med såvel fagøkonomisk intuition som programmeringskompetencer og datalogisk forståelse.
Betegnelsen datalogi-økonomi er desuden blevet brugt om erhvervsøkonomi/datalogi-studiet (HA(dat.)) på CBS (tidligere Handelshøjskolen i København), hvis studerende i daglig tale tilsvarende er blevet kaldt DØK'ere. Dette studium blev etableret i 1984 og skiftede senere navn til HA(it).

## Baggrund
Baggrunden for oprettelsen var et ønske om at have en uddannelse, der kan dække arbejdsmarkedets behov for kompetencer i krydsfeltet mellem økonomi og datalogi. Samtidig lå uddannelsen i tråd med det øgede fokus på såkaldte STEM-uddannelser (Science (naturvidenskab/naturfag), Technology, Engineering og Mathematics.). Daværende uddannelses- og forskningsminister Tommy Ahlers sagde ved godkendelsen af uddannelsen i 2018, at der var tale om en uddannelse, "hvor der er stort behov for arbejdskraft både i dag og i fremtiden".

## Uddannelsens profil
For at blive optaget på studiet kræves en adgangsgivende eksamen med mindst 6,0 i gennemsnit. Ydermere kræves dansk og matematik på A-niveau samt engelsk på B-niveau.
Uddannelsen bygger på samspillet mellem matematik, økonomi og datalogi. Undervisningen er tilrettelagt med henblik på, at studenterne kan opnå teoretisk og praktisk indsigt i fag som statistik og sandsynlighedsregning, viden om økonomiske modeller, metoder og teknikker til at udvikle løsninger af økonomiske og statistiske modeller samt erfaring i at arbejde med programmering, algoritmer og datastrukturer.
I følge Anders Munk Nielsen fra Økonomisk Institut, en af forskerne bag planlæggelsen af uddannelsen, er studiet specielt velegnet som baggrund for økonomiske analyseopgaver, der involverer store datasæt eller beregningstunge opgaver for bl.a. ministerier eller store virksomheder. Et andet anvendelsesområde er automatisering, f.eks. prisrobotter eller udarbejdelse af algoritmer til at handle. Ligesom dybtgående analyser af emner som kryptovalutaer, deleøkonomi og andre moderne it-platforme er vanskelige at foretage uden forståelse af såvel det tekniske grundlag som den økonomiske teori bag fænomenerne.
Uddannelsen har tre mulige overbygninger:
- Cand.polit (Master of Science (MSc) in Economics)
- Kandidatgrad i datalogi (Master of Science (MSc) in Computer Science)
- Erhvervskandidat i datalogi

I udlandet findes lignende kombinationsuddanelser mellem datalogi og økonomi på universiteter som fx Brown University, Duke University, Yale University og MIT.

## Optagelse og adgangskvotient
I 2019 var der i alt 330 ansøgere til uddannelse, hvoraf 63 blev optaget. I 2020 steg ansøgertallet til 387. Samtidig udvidedes antallet af studiepladser, så i alt 98 studerende kunne starte. Baggrunden for det større optag var, at regeringen ekstraordinært bevilgede penge til i alt 5.000 ekstra studiepladser i Danmark i 2020 og 2021 som følge af coronaviruspandemien. I alt 12 udvalgte uddannelser på Københavns Universitet fik dermed mulighed for at øge optaget med i alt 216 ekstra pladser, og blandt disse fik datalogi-økonomi-uddannelsen bevilget den største stigning med 35 ekstra pladser. 78,6 % af de nyoptagne studerende i 2020 var mænd, hvorved studiet var blandt studierne på KU med den mindst lige kønsfordeling.

### Adgangskvotient
| 2019 | 8,2 | 2020 | 6,6 |